# 275 (số)
275 (hai trăm bảy mươi lăm) là một số tự nhiên ngay sau số 274 và ngay trước số 276.